# 周琦 (医生)
周琦（1959年—），重庆市人，中华人民共和国医学家、重庆市肿瘤医院院长。

## 生平
毕业于重庆大学生物医学专业。担任重庆市肿瘤医院院长兼重庆市肿瘤防治办公室主任、妇瘤科主任。2008年，当选全国人大代表；2009年荣获第六届中国医师奖，2012年荣获“全国优秀院长”。2013年继任全国人大代表，主持提案《卫生法》等。